# Pantelária
Pantelária (em italiano Pantelleria e em siciliano Pantillirìa) é uma ilha e município da região da Sicília, província de Trapani, com cerca de 6.044 habitantes. Toda a área de 83 km² comune está contida na ilha de Pantelária, tendo uma densidade populacional de 73 hab/km².
Era conhecida como Cossira (em latim: Cossyra) no período romano.

## Demografia
| Variação demográfica do município entre 1861 e 2011                               |
|                                                                                   |
| Fonte: Istituto Nazionale di Statistica (ISTAT) - Elaboração gráfica da Wikipedia |